# Рамос, Ларисса
Ларисса Рамос Коста (родилась 4 февраля 1989, в Манаусе, Амазонас, Бразилия) — бразильская фотомодель, победительница конкурса Мисс Земля Бразилия 2009 и Мисс Земля 2009, став второй бразильянкой, выигравшей титул. Она изучала биологию в университете в Бразилии.

## Мисс Земля Бразилия 2009
Представляла штат Амазонас, Рамос выиграла титул "Мисс Земля Бразилия 2009. Она была коронована Татьяной Алвес, мисс Земля Бразилия 2008 и участницей конкурса Мисс Земля 2008, 28 ноября 2008 года в Белу-Оризонти, Минас-Жерайс, Бразилия.
В национальном конкурсе Мисс Земля Бразилия 2009 приняли участие 27 победительниц конкурсов из 26 штатов Бразилии и Федерального округа. Рамос было 19 лет, в то время она как она стала Мисс Земля Бразилия 2009. Standing 1.78 m., she represented her country in the 9th edition of Miss Earth pageant.
Победила Ларисса Рамос Мисс Земля Бразилия 2009 кроме неё призы получили:

Мисс Бразилия Земля (Воздух)(первая вице-мисс) Найяне Алвес из штата Пара;

Мисс Бразилия Земля (Вода)(вторая вице-мисс) призёр) Луана Атар, из штата Рондония;

Мисс Бразилия Земля (Огонь)(третья вице-мисс) Дебора Лира из штата Эспириту-Санту.

## Мисс Земля 2009

### Предварительные события
7 ноября 2009 Рамос была выбрана в качестве одной из 15 лучших финалисток в конкурсе Вечернее платье конкурса Мисс Земля 2009 в Субик-Бэй "Яхт-клубе. 8 ноября 2009 года она была вновь выбрана в качестве одной из лучших 15 финалисток конкурса в Купальниках который был проведен в Лейкшор в Мексике.

### Финальное соревнование
В финале конкурса «Мисс Земля» Рамос была объявлена одной из 16 полуфиналисток, которые боролись за титул 22 ноября 2009 в финале конкурса. Она добилась одной из восьми самых высоких оценок в конкурсах Купальник и Вечернее платье что давало ей шанс оказаться в качестве одной из восьми лучших финалисток для участия в финале конкурса.
В девятом конкурсе Мисс Земля происходили различные конкурсы. Участницы рассказывали об изображении на экране, и каждая из восьми участниц рассказывала, что ей это напоминает. Каждая кандидатка получила 30 секунд, чтобы выразить свою мысль об охране окружающей среды. Она истолковала фотографии, запечатлевшие проблемы загрязнения воздуха, говоря: «Я приехала из страны, которая имеет самую большую площадь лесов в мире, и он также известен как» легкие планеты. Но мы не можем просто сказать, что мы гордимся этими лесами -"легкими планеты ", потому что моя страна производит большое количество загрязнения воздуха
Рамос было 20 лет на момент проведения турнира, она была коронована титулом Мисс Земля 2009 во время коронации ночью в Ecovillage Boracay Resort и Convention Center в Остров Боракай, победив 79 красавиц со всего мира . Её награждала Мисс Земля 2008 Карла Хенри из Филиппин. На конкурсе Мисс Земля 2009 получили призовые места: филиппинка Сандра Зайферт, 25 лет, которая была названа Мисс Воздух(первой вице-мисс), венесуэлка Джессика Барбоса, 22 года, стала Мисс Вода(вторая вице-мисс), и Алехандра Эчеваррия, 20 лет, из Испании получила титул Мисс Огонь(третья вице-мисс). Рамос выиграла титул Мисс Земля 2009 , Бразилия стала первой страной, которая выиграла два раза титул Мисс Земля с момента его создания в 2001 году, первый раз 2004 Присцилла Мейрейлес.

### Пресса
23 ноября 2009 Рамос и её представитель провели интервью для международной прессы на Боракай в Аклан центральной части Филиппин, как было объявлено в британской телепередаче на TV, недалеко от тропического пляжа. Рамос появлялась в различных телевизионных шоу и различных событиях, происшедших после её победы вместе с Мисс Земля Воздух Сандрой Зайферт из Филиппин, Мисс Земля Вода Джессикой Барбосой из Венесуэлы и Мисс Земля Огонь Алехандрой Эчеваррией из Испании.

### Поездка
Она из вежливости сразу же после её избрания Мисс Земля пришла в Посольство Федеративной Республики Бразилия в Филиппинах в Макати, и она была принята, и её поздравил посол Бразилии. 13 декабря 2009 Рамос прибыла в Международный аэропорт Eduardo Gomes в Амазонас, Бразилия. Она была встречена с почестями бразильским правительством во главе с государственным секретарем культуры, Роберио Брага.

## Год жизни в качестве Мисс Земля
После победы в конкурсе Мисс Земля в ноябре 2009 Рамос приняла участие в различных мероприятиях и во время её путешествия по Бразилии. Она посетила Ору-Прету, мир наследия, представляемый компанией ЮНЕСКО, в штате Минас-Жерайс. В начале марта 2010 г. была приглашена в Сан-Паулу на Формула Indy гоночного автомобиля и приняла участие во всемирно известном карнавале в Рио-де-Жанейро.
10 апреля 2010 Рамос вернулась в Филиппины и в городе Манила работала в качестве одной из судей в финале конкурса Мисс Земля Филиппины 2010, после которого она побывала во Вьетнаме для участия в официальной церемонии подписания контракта проведения конкурса во Вьетнаме Мисс Земля 2010.
18 апреля 2010 Рамос и Мисс Земля-Воздух 2010, Сандра Зайферт вместе с организаторами Мисс Земля приняли участие в 12-м туре. Мероприятие направлено на продвижение езды на велосипеде в качестве экологического транспорта как альтернативного автомобилям.
30 апреля 2010 Рамос и Мисс Земля-Воздух Сандра Зайферт были специальными гостями на Discovery Dash в SM Торговый центр Азии, Bay City, Филиппины. Мероприятие было организовано Discovery Channel.